# Distretto di San Kamphaeng
San Kamphaeng (in thai สันกำแพง) è un distretto (amphoe) situato nella provincia di Chiang Mai, in Thailandia.

## Storia
Nel 1903 fu fondato il khwaeng Mae Om. Nel 1923 il distretto fu rinominato San Kamphaeng.

## Geografia
I distretti confinanti sono il Saraphi, Mueang Chiang Mai, San Sai, Doi Saket, Mae On e Ban Thi.

## Economia
San Kamphaeng è conosciuto per le molteplici fabbriche di seta. Nella strada per andare a Chiang Mai, sono presenti molti negozi artigianali che vendono oggetti tradizionali thailandesi ai turisti, come ad esempio gli ombrelli di Bo Sang.

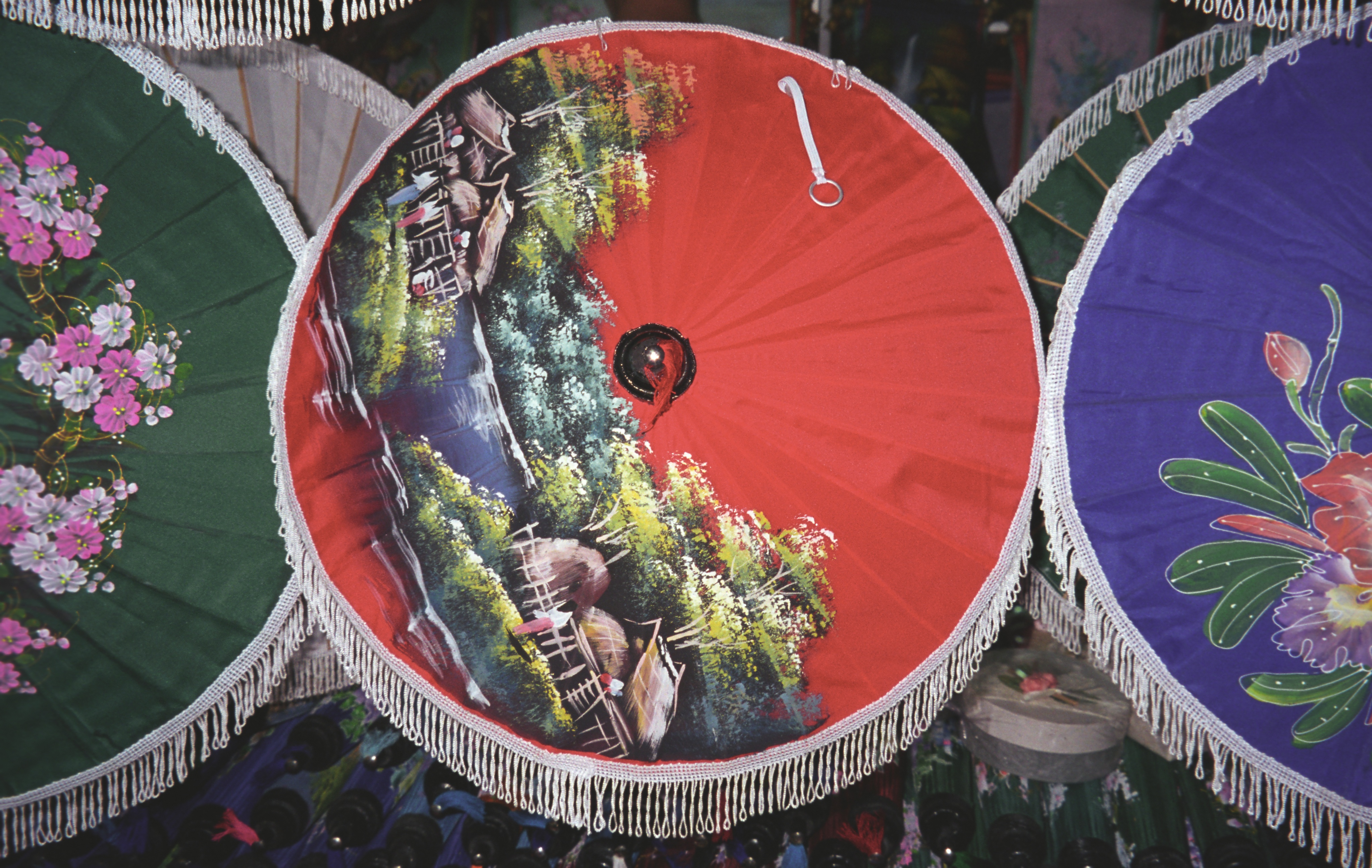
Ombrello di Bo Sang decorato con un paesaggio
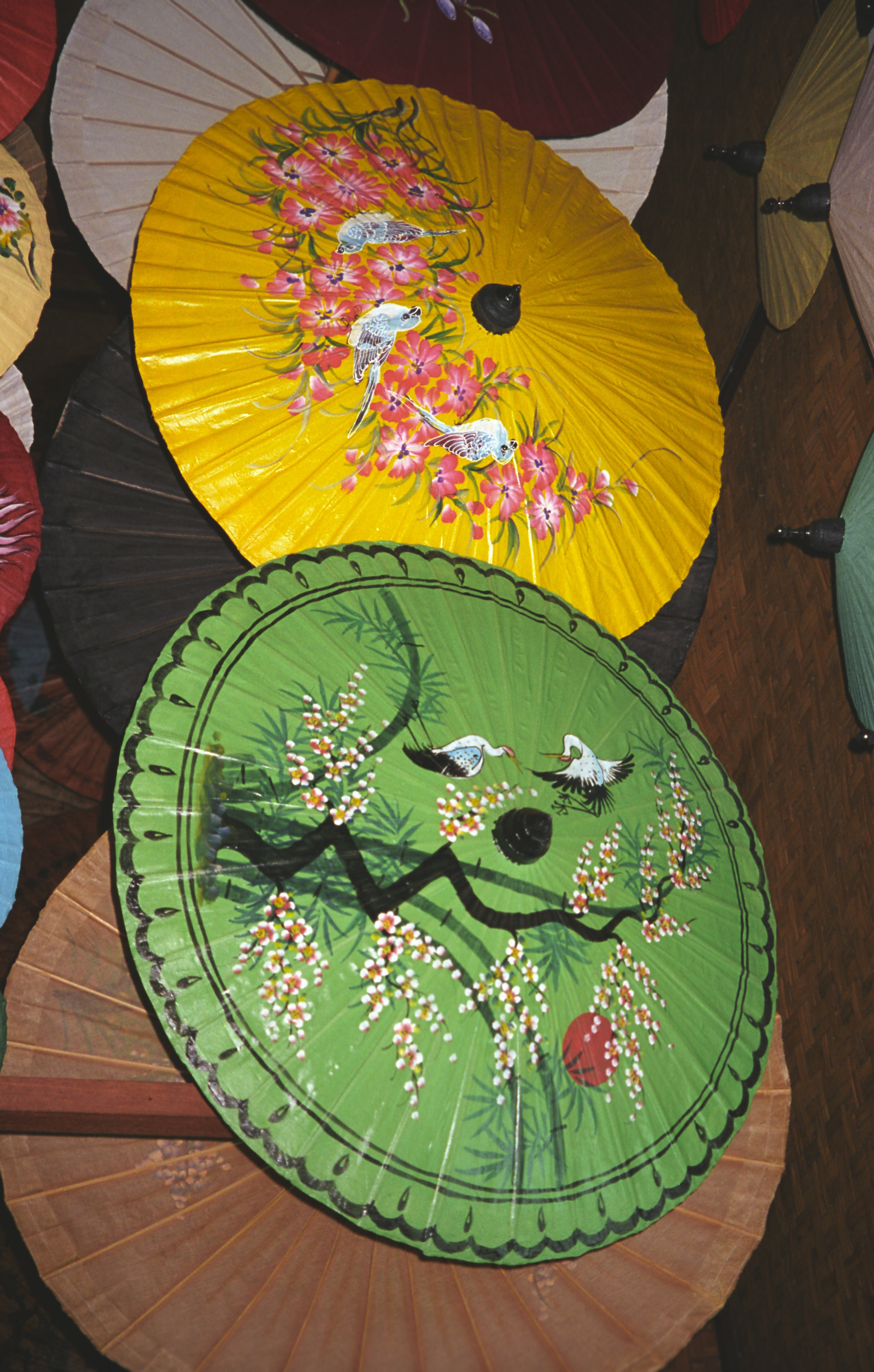
Ombrelli di Bo Sang
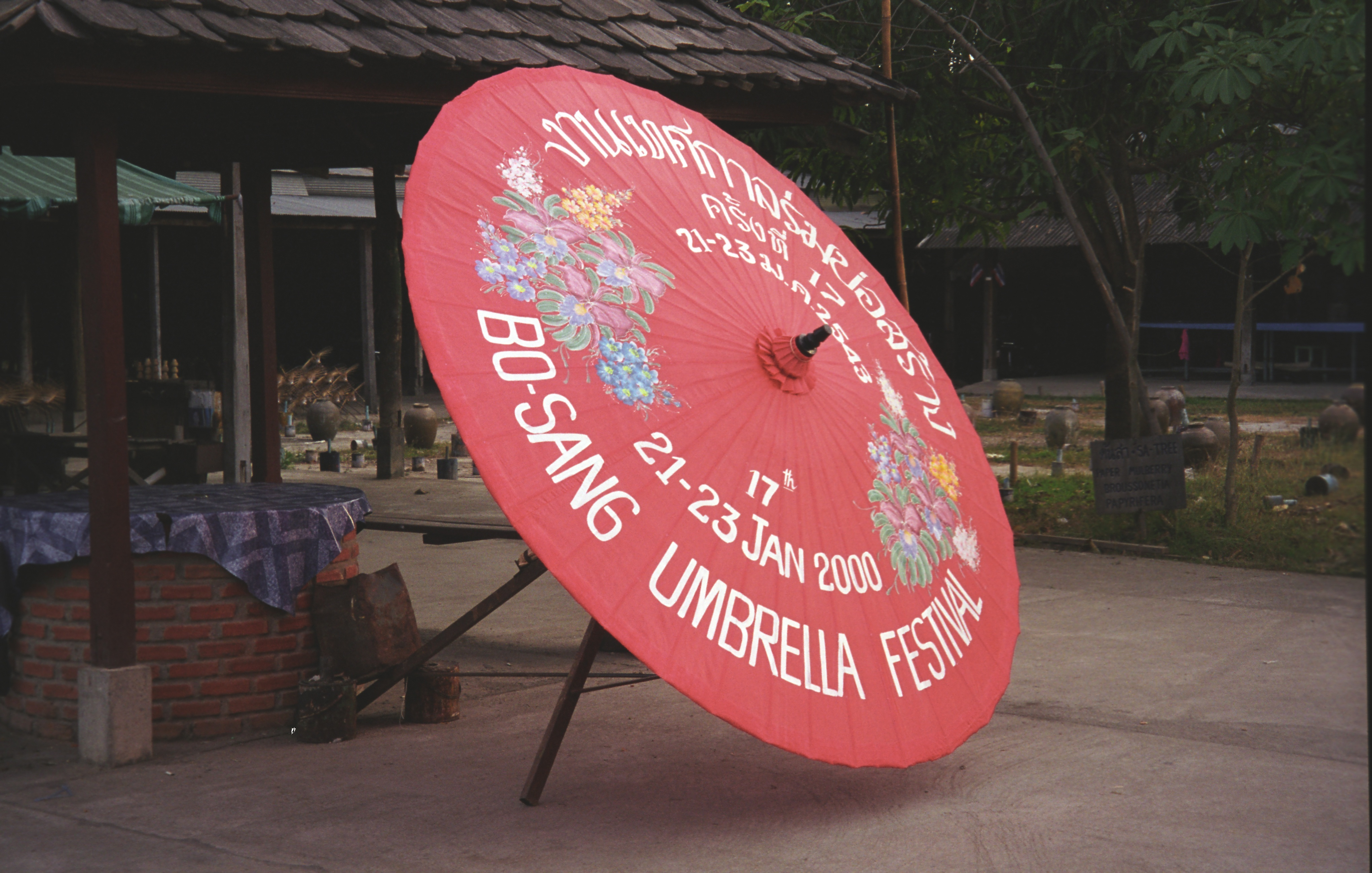
Ombrello di Bo Sang, con funzione di "insegna pubblicitaria"

## Amministrazione
Il distretto San Kamphaeng è diviso in 10 sotto-distretti (tambon), che sono a loro volta divisi in 100 villaggi (muban).
| n° | Nome                      | Villaggi | Abitanti |
| -- | ------------------------- | -------- | -------- |
| 1  | San Kamphaeng (สันกำแพง)   | 14       | 13.686   |
| 2  | Sai Mun (ทรายมูล)          | 7        | 4.230    |
| 3  | Rong Wua Daeng (ร้องวัวแดง) | 11       | 5.718    |
| 4  | Buak Khang (บวกค้าง)       | 13       | 7.851    |
| 5  | Chae Chang (แช่ช้าง)        | 9        | 7.585    |
| 6  | On Tai (ออนใต้)            | 11       | 5.371    |
| 10 | Mae Pu Kha (แม่ปูคา)        | 9        | 5.939    |
| 11 | Huai Sai (ห้วยทราย)        | 8        | 6.217    |
| 12 | Ton Pao (ต้นเปา)           | 10       | 11.006   |
| 13 | San Klang (สันกลาง)        | 8        | 6.088    |

I tambon mancanti fanno parte del Distretto di Mae On